# Electric Reliability Council of Texas
Das Electric Reliability Council of Texas (ERCOT) ist einer von 9 (bzw. 10) unabhängigen Übertragungsnetzbetreibern in Nordamerika. ERCOT ist für den Betrieb der Texas Interconnection (TI) zuständig, einem von drei Verbundnetzen in den USA. ERCOT ist eine Non-Profit-Organisation, die der Aufsicht durch die Public Utility Commission of Texas (PUCT) und dem Gesetzgeber in Texas unterliegt. Die von ERCOT betriebene TI ist zwar auf den Staat Texas beschränkt, trotzdem unterliegt ERCOT auch der Aufsicht von Bundesbehörden wie dem NERC und der FERC.
Im Jahre 2012 hatte ERCOT ungefähr 600 Mitarbeiter und ein jährliches Budget von 170 Mio. USD.

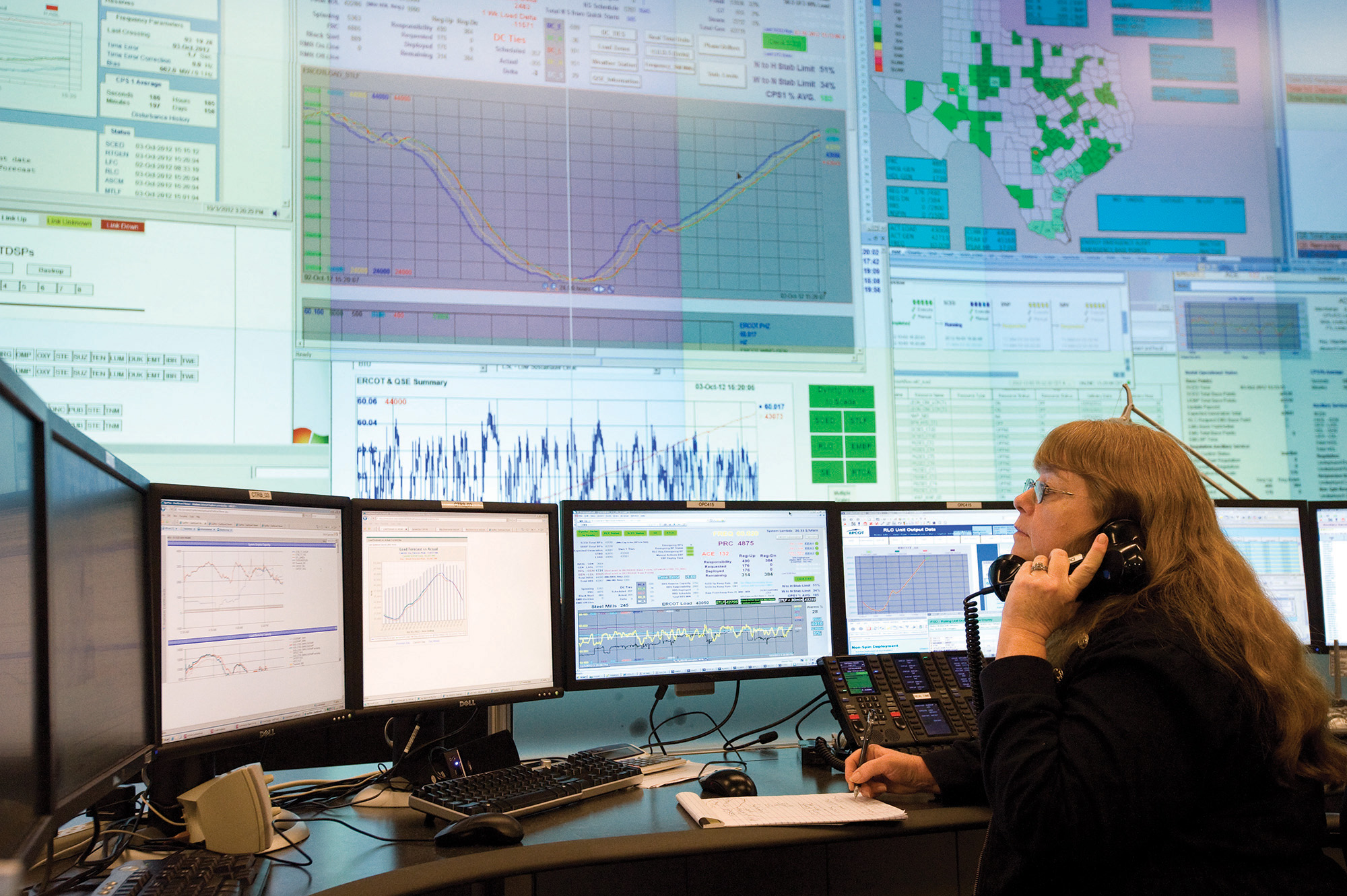
Zentrale Hauptschaltleitung des ERCOT

## Geschichte
Aufgrund des Federal Power Act von 1935 trennten die Stromversorger in Texas ihre Stromleitungen zu den anderen Bundesstaaten, um so der Bundesgesetzgebung auf diesem Gebiet zu entgehen.
1941 schlossen sich verschiedene Stromversorger in Texas zum Texas Interconnected System (TIS) zusammen, dem Vorläufer der Texas Interconnection. Sie leiteten überschüssigen Strom zu Industrieunternehmen am Golf von Mexiko, um die Kriegsanstrengungen der USA zu unterstützen. Die Stromversorger erkannten die Vorteile eines Verbundnetzes und begannen, das TIS im Laufe der Zeit zu erweitern.
Im Jahre 1970 gründete TIS das ERCOT, um Anforderungen der NERC nachzukommen. 1981 übertrugen die Mitglieder des TIS die Koordinierung des Betriebs auf ERCOT. Ab 1995 begann der Gesetzgeber in Texas damit, den Strommarkt zu deregulieren. Daraufhin wurde ERCOT im September 1996 der erste unabhängige Übertragungsnetzbetreiber (engl. Independent System Operator bzw. ISO) in den USA, mit dem Ziel eines diskriminierungsfreien Netzzuganges.
1999 ermöglichte der Gesetzgeber dann auch Wettbewerb auf dem Endkundenmarkt für Strom. ERCOT setzte die Vorgaben bis Januar 2002 um und bis 2007 hatten schon 46 % der Endkunden ihren Stromanbieter gewechselt.

## Mitglieder
Die Mitglieder von ERCOT sind in verschiedene Gruppen eingeteilt. Dazu gehören:
- Verbraucher (engl. Consumers), z. B. die City of Houston oder Texas Instruments
- Kooperativen (engl. Cooperatives), z. B. die Farmers Electric Cooperative Inc.
- Unabhängige Erzeuger (engl. Independent Generators), z. B. EDF Trading North America LLC
- Unabhängige Vermarkter (engl. Independent Power Marketers), z. B. E.ON North America LLC
- Private Versorger (engl. Investor-Owned Utilities), z. B. American Electric Power Service Corporation

Die technischen Einrichtungen des Verbundnetzes, wie Hochspannungsleitungen und Umspannwerke gehören den jeweiligen Mitgliedern von ERCOT.

## Kennzahlen
Im von ERCOT betriebenen Verbundnetz wurden 2014 über 24 Mio. Kunden versorgt und 90 (bzw. 85) % der Last in Texas abgedeckt. Das Netz umfasst Hochspannungsleitungen mit einer Länge von 69.000 km (43.000 Meilen). Die installierte Leistung liegt bei über 74.000 (bzw. 84.000) MW und die Spitzenlast betrug am 3. August 2011 68.305 MW. Im Jahre 2014 betrug der Stromverbrauch 340 Mrd. kWh. Die installierte Leistung bestand 2014 aus Gaskraftwerken (55 %), Kohlekraftwerken (24 %), Kernkraftwerken (6 %) sowie Windparks (14 %), die Erzeugung kam aus Gaskraftwerken (41,1 %), Kohlekraftwerken (36 %), Kernkraftwerken (11,6 %) sowie Windparks (10,6 %).
Aus dem Lastprofil am 3. August 2011 ist zu ersehen, dass Kohle- und Kernkraftwerke der Abdeckung der Grundlast dienten, während Gaskraftwerke die Lastspitze abdeckten. Windkraft leistete an diesem Tag einen geringen Beitrag. An diesem Tag stieg der Preis für die MWh, der normalerweise zwischen 25 und 75 USD liegt, in der Zeit von 13:30 bis 18:00 Uhr auf bis zu 3.000 USD. Als Anreiz für zusätzliche Spitzenlasterzeugung wurde der maximale Grosshandelspreis pro MWh von 5.000 USD auf 9.000 USD im Jahre 2015 erhöht.
Die Kosten je MWh wurden im Jahr 2012 für die verschiedenen Erzeuger im Bereich von ERCOT wie folgt beziffert: GuD-Kraftwerk 61, Windkraft 81, Kohlekraftwerk 87, Kernkraftwerk 93 und Photovoltaik 107 USD.

## Windparks
Bei Windparks liegt Texas mit 12.000 MW installierter Leistung auf Platz 1 der Bundesstaaten in den USA; für Windparks mit weiteren 24.500 MW lagen bis Dezember 2014 Anträge bei ERCOT vor. Am 19. Februar 2015 wurde im Netz der Texas Interconnection bei der Erzeugung aus Windkraft mit 11.154 MW ein Rekord erreicht; das entsprach an diesem Tag 34 % der Last im Netz. Am 29. März 2015 erreichte Windstrom mit 40,58 % den höchsten Anteil an der Erzeugung.
Der starke Ausbau der Windenergie führte 2008 zu negativen Preisen in einigen Regionen von ERCOT. Zeitweise wurden für die Abnahme einer MWh 30 USD gezahlt, wofür fehlende Übertragungsleitungen als Ursache angesehen wurden. Daraufhin wurde ERCOT durch das PUCT ermächtigt, 4,9 Mrd. USD für den Bau von Übertragungsleitungen zum Anschluss von Windparks auszugeben. Diese sogenannten CREZ-Leitungen (engl. Competitive Renewable Energy Zones) wurden bis 2014 zu Gesamtkosten in Höhe von 6,9 Mrd. USD fertiggestellt. Sie haben eine Gesamtlänge von 5.800 km (3.600 Meilen) und eine Übertragungskapazität von 18,5 GW.
Das generelle Problem der Windenergie in Texas ist, dass die Erzeugung im Sommer am geringsten ist, während gleichzeitig der Verbrauch am höchsten ist. So rechnete ERCOT im Sommer 2014 bei einer installierte Leistung von 11.000 MW nur mit einer gesicherten Leistung von 963 MW. Aufzeichnungen zeigen auch, dass der meiste Windstrom nachts erzeugt wird, während die Lastspitzen am Tag auftreten.